# Barbara Henkes
Barbara Henkes (1955) is een Nederlandse historicus, publicist en wetenschapper. 
Haar expertise ligt op het gebied van migratie, de constructie van nationale identiteiten, oral history en life writing. In haar onderzoek richt ze zich op beleid van in- en uitsluiting op basis van nationalistische, gender- en raciale categorieën, met bijzondere aandacht voor kolonialisme en nationaalsocialisme.  Henkes deed met name onderzoek naar Nederlands-Duitse en Nederlands-Zuid-Afrikaanse betrekkingen, en naar het Nederlandse slavernijverleden. 
Zij was universitair docent aan de Rijksuniversiteit Groningen. Na haar pensionering bleef ze aan de universiteit verbonden en is actief als onderzoeker, publicist, docent en publiek debater. 

## Biografie
Na haar studie Geschiedenis en Criminologie aan de Rijksuniversiteit Groningen werkte ze voor het Groninger Universiteitsweekblad en werd ze in de jaren '80 freelance publicist/onderzoeker. In deze jaren publiceerde ze een boek en maakte ze een tentoonstelling over Nederlandse dienstmeisjes in de eerste helft van de 20e eeuw (Kaatje ben je boven? Nijmegen 1985) en was zij gastdocent aan de Universiteit van Oldenburg (Duitsland).
In 1990 werd ze junior onderzoeker bij het Centrum voor Moderne Geschiedenis van de Universiteit van Amsterdam. Dit resulteerde in een PhD (cum laude) die werd gepubliceerd als Heimat in Holland. Duitse dienstmeisjes, 1920-1950 in het Nederlands (Amsterdam 1995) en vertaald in het Duits (Straelen 1998).  Dit boek, en de documentaire over het onderwerp die ze met Cherry Duyns maakte, werden genomineerd voor de Dr L. de Jong-prijs. Ze vervolgde haar onderzoek als postdoc aan de Rijksuniversiteit Groningen met een Oral History project over de academische gemeenschap in confrontatie met het nationaalsocialisme.
In 1998 startte ze een Nederlands-Vlaamse samenwerking op het gebied van de geschiedenis van de folklorestudies, als fellow van de Koninklijke Nederlandse Akademie van Wetenschappen (KNAW) aan het Meertens Instituut in Amsterdam. Dit resulteerde in diverse conferenties, artikelen en een boek Uit liefde voor het volk. Volkskundigen op zoek naar de Nederlandse identiteit, 1918-1948 (Amsterdam 2005).
In 2000 keerde ze terug naar de Rijksuniversiteit Groningen om te werken als universitair docent Moderne Geschiedenis - en later in de Hedendaagse Geschiedenis. Ze startte een onderzoeksproject naar 20e-eeuwse Nederlands-Zuid-Afrikaanse verwevenheid. De combinatie van haar expertise in het Nederlands-Duitse verleden en in het Nederlands-Zuid-Afrikaanse verleden resulteerde in het boek Negotiating Racial Politics in the Family. Transnational histories touched by Nationaal Socialisme en Apartheid (Leiden 2020). 
Daarnaast startte ze een project over het erfgoed van het Nederlandse slavernijverleden in Noord-Nederland, wat resulteerde in twee boeken: Sporen van het slavernijverleden in Groningen (2016/herzien in 2024) en Fryslân (2022), evenals de Culturele Manifestatie Bitterzoet Erfgoed.
Na haar pensionering in 2022 bleef ze als research fellow verbonden aan de Rijksuniversiteit Groningen. Anno 2025 is ze betrokken bij twee projecten: over de betekenis van ras en nationaliteit voor de Nederlands-Zuid-Afrikaanse betrekkingen, en over de (post)koloniale opkomst en ondergang van het multinationale familiebedrijf Henkes in de 19e en 20e eeuw. 
Samen met andere historici organiseert ze seminars en een jaarlijkse cursus voor ReMa-studenten en promovendi over Oral History voor het Huizinga Instituut, de Nationale Onderzoekschool voor Cultuurgeschiedenis.

## Publicaties (selectie)
•	'Verschuivende identificaties in het Nederlands-Zuid-Afrikaanse migratiebeleid (1910-1961)', Zuid-Afrikaans Historisch Tijdschrift, 68 (2016:4) 641-669.
•	'Onderhandelen over de '(ab)normaliteit van (anti-)apartheid: transnationale relaties binnen een Nederlands-Zuid-Afrikaanse familie.', Zuid-Afrikaans historisch tijdschrift, 65 (2013:4) 526-554.  
•	'Silences across Disciplines: Folklore Studies, Cultural Studies, and History', Journal of Folklore Research 39 (2002) 2/3: 125-146 (in samenwerking met Richard Johnson).  
•	'Dienstmeisjes in beweging. Beelden van vrouwelijkheid en arbeidsmigratie van Europese vrouwen tijdens het interbellum', in: P. Sharpe (ed.) Women, Gender and Labour Migration. Historische en mondiale perspectieven. (Londen/New York: Routledge, 2001) 224-243. 
•	'Veranderende beelden van Duitse dienstmeisjes tijdens het interbellum in Nederland: van vertrouwde hulp tot verrader in het nest', in: P. Thompson en R. Samuel (red.), De mythen waar we naar leven. (Londen: Routledge. 1990) 225-239.
- Digitale Bibliotheek voor de Nederlandse Letteren: henk005
- Nationale Bibliotheek van Tsjechië: xx0300466
- Système universitaire de documentation: 250668777
- Virtual International Authority File: 10090784